# Карпенко Валентина Іванівна
Валенти́на Карпе́нко (* 1972) — українська велосипедистка, учасниця Олімпійських ігор-2000 та 2004 років, майстер спорту України міжнародного класу з велоспорту (шосейна гонка).

## З життєпису
Народилася 1975 року. Представляла Україну на літніх Олімпійських іграх 2000 року та 2004 року. Брала участь на Чемпіонаті світу UCI з шосе 1995, 1999 та 2004 років.
Срібна призерка Чемпіонатів України з велоспорту на шосе 1998, 1999 та 2000 років.
2000 року була третьою на Тур де féminin (Красна Ліпа).
2002 рік — чемпіонка України з шосе. Загальна класифікація в Tour de Pologne Féminin.
2003 рік на Tour de Feminin-O price Českého Švýcarska в загальній класифікації перша; друга в Trofeo Alfredo Binda-Comune di Cittiglio.
2005 року стала чемпіонкою України з велоперегонів на шосе.
Учасниця XXVIII Олімпійських ігор 2004 року в Афінах — посіла 24 місце.
Також брала участь у шосейних чемпіонатах світу UCI -2003 і 2004 років.